# (4669) Høder
(4669) Høder es un asteroide perteneciente al cinturón de asteroides, descubierto el 27 de octubre de 1987 por Poul Jensen desde el Observatorio Brorfelde, Holbæk, Dinamarca.

## Designación y nombre
Designado provisionalmente como 1987 UF1. Fue nombrado Høder en honor al dios ciego en la mitología nórdica Høder, hijo de Odin y hermano de Balder, a quien mató con un eje de muérdago con la ayuda del traidor Loke.

## Características orbitales
Høder está situado a una distancia media del Sol de 2,198 ua, pudiendo alejarse hasta 2,615 ua y acercarse hasta 1,781 ua. Su excentricidad es 0,189 y la inclinación orbital 4,485 grados. Emplea 1190 días en completar una órbita alrededor del Sol.

## Características físicas
La magnitud absoluta de Høder es 13,7. Tiene 3,852 km de diámetro y su albedo se estima en 0,432.